# Scarus hoefleri
Scarus hoefleri là một loài cá biển thuộc chi Scarus trong họ Cá mó. Loài này được mô tả lần đầu tiên vào năm 1881.

## Từ nguyên
Từ định danh của loài được đặt theo tên của W. Höfler, bạn của tác giả Franz Steindachner, người đã thu thập hoặc cung cấp mẫu gốc, và cũng là một trong những người cung cấp mẫu cá cho Steindachner từ châu Phi.

## Phạm vi phân bố và môi trường sống
S. hoefleri là loài duy nhất của chi Scarus tính đến thời điểm hiện tại được biết đén ở Đông Đại Tây Dương. Loài này được ghi nhận từ bờ biển Mauritanie trải dài đến Congo, bao gồm đảo quốc Cabo Verde và São Tomé và Príncipe ở ngoài khơi.
Môi trường sống của S. hoefleri là các rạn san hô viền bờ và trong những thảm cỏ biển ở độ sâu khoảng từ 3 đến ít nhất là 30 m.

## Mô tả
S. hoefleri có chiều dài cơ thể tối đa được biết đến là 66 cm. Vây đuôi của cá đực lõm với hai thùy đuôi hơi dài, còn cá cái có vây đuôi cụt. Cá đực có màu xanh lục; vảy có màu đỏ. Mõm và hai bên má có màu vàng, có các vệt xanh lam. Vây lưng màu đỏ. Nửa trong của vây hậu môn màu đỏ, nửa ngoài màu xanh lam. Vây đuôi xanh thẫm, có vệt vàng ở giữa. Cá cái có các vệt đốm màu sẫm và sáng màu ở trên lưng. Gốc vây ngực có đốm đen lớn.
Số gai vây lưng: 9; Số tia vây ở vây lưng: 10; Số gai vây hậu môn: 3; Số tia vây ở vây hậu môn: 9; Số tia vây ở vây ngực: 14.

## Sinh thái học
Thức ăn của S. hoefleri chủ yếu là tảo. Chúng sống đơn độc hoặc theo từng nhóm nhỏ.

## Thương mại
S. hoefleri được nhắm mục tiêu đánh bắt trong ngành thủy sản thương mại, cũng như khai thác thủ công.